# Pedra de Lume

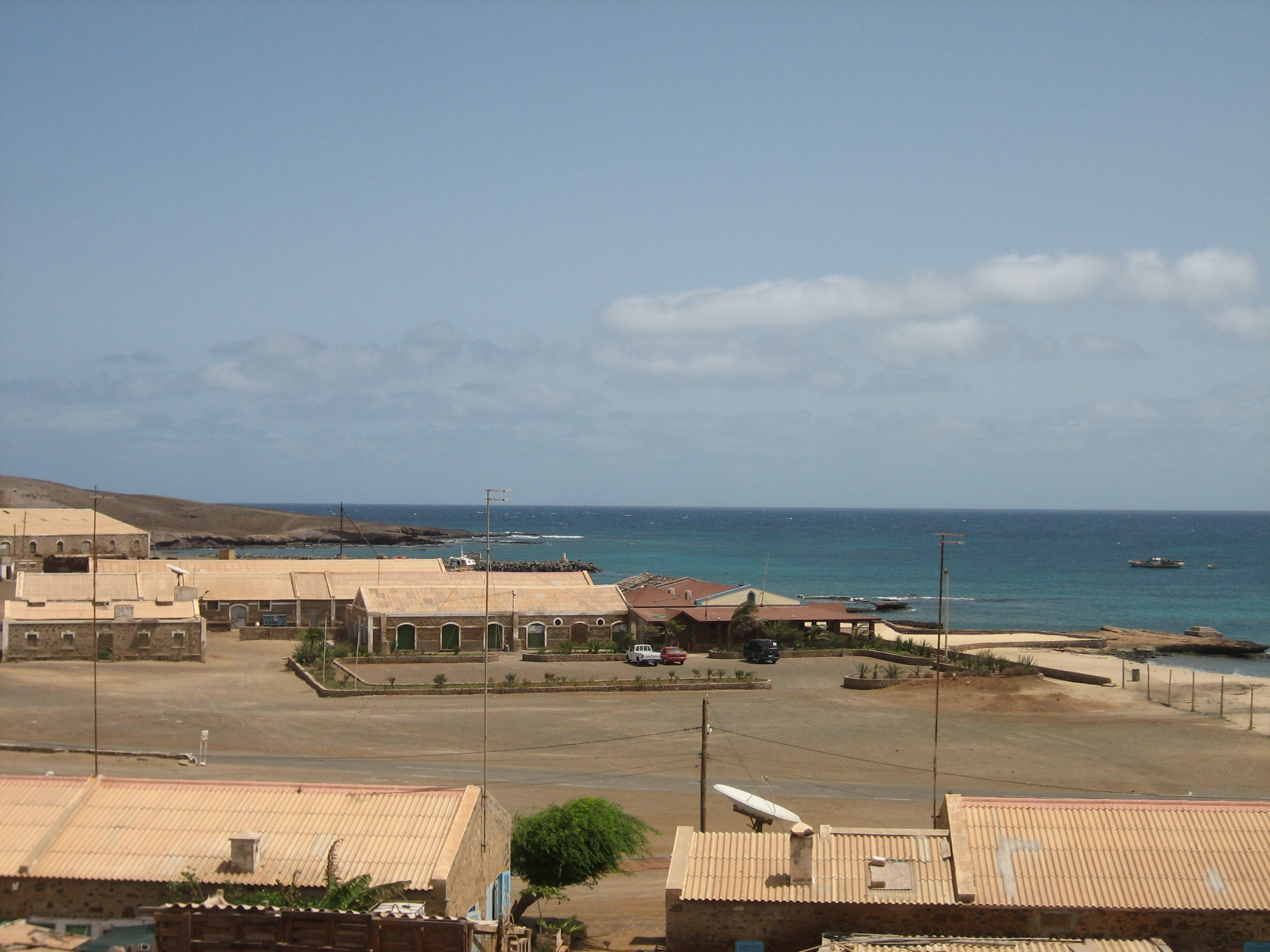
Der Ortskern von Pedra de Lume

Pedra de Lume (port.: pedra „Stein“ und lume „Feuer“) ist eine kleine Ortschaft an der Ostküste der Insel Sal in der Republik Kap Verde. Sie hat etwa 500 Einwohner.

## Geographie
Das kleine Dorf liegt im Osten der Insel unmittelbar an der Atlantikküste etwa auf gleicher geografischer Breite wie die Inselhauptstadt Espargos. Von dort führt die einzige asphaltierte Straße in das ca. fünf Kilometer entfernte Dorf.
Südlich des Ortes befindet sich die langgezogene Baía da Parda, an deren nördlichem Ende sich eine geschützte kleine Bucht anschließt. Dort befindet sich der kleine Hafen, um den herum sich der Ort entwickelt hat. Die Küste ist überwiegend felsig. Am Südrand des Ortes liegt ein kleines Stück Sandstrand, der jedoch qualitativ hinter den feinen weiten Stränden der Südküste zurückbleibt.
Umgeben ist der Ort von einer durch Erosion geformten sanften Hügellandschaft vulkanischen Ursprungs. Die Schlackenkegel sind die verbliebenen Zeichen der Hotspot-Aktivität, die letztlich als Grund für die Entstehung des ganzen Archipels angenommen wird. Von der vulkanischen Landschaft ist letztlich der Name des Dorfes abgeleitet.
Der mit ca. 900 Metern Durchmesser größte der umliegenden Vulkankrater ist durch eine phreatomagmatische Explosion entstanden und somit ein Tuffring oder Maar.
Auf seinem Boden befindet sich eine Saline natürlichen Ursprungs. Da der Boden des Kraters unterhalb des Meeresspiegels liegt, kann stetig Salzwasser durch das zerklüftete Gestein in die Caldera einsickern, das dort im wüstenartigen Klima der Insel verdunstet und zur Bildung des Evaporitgesteins führt.

## Geschichte

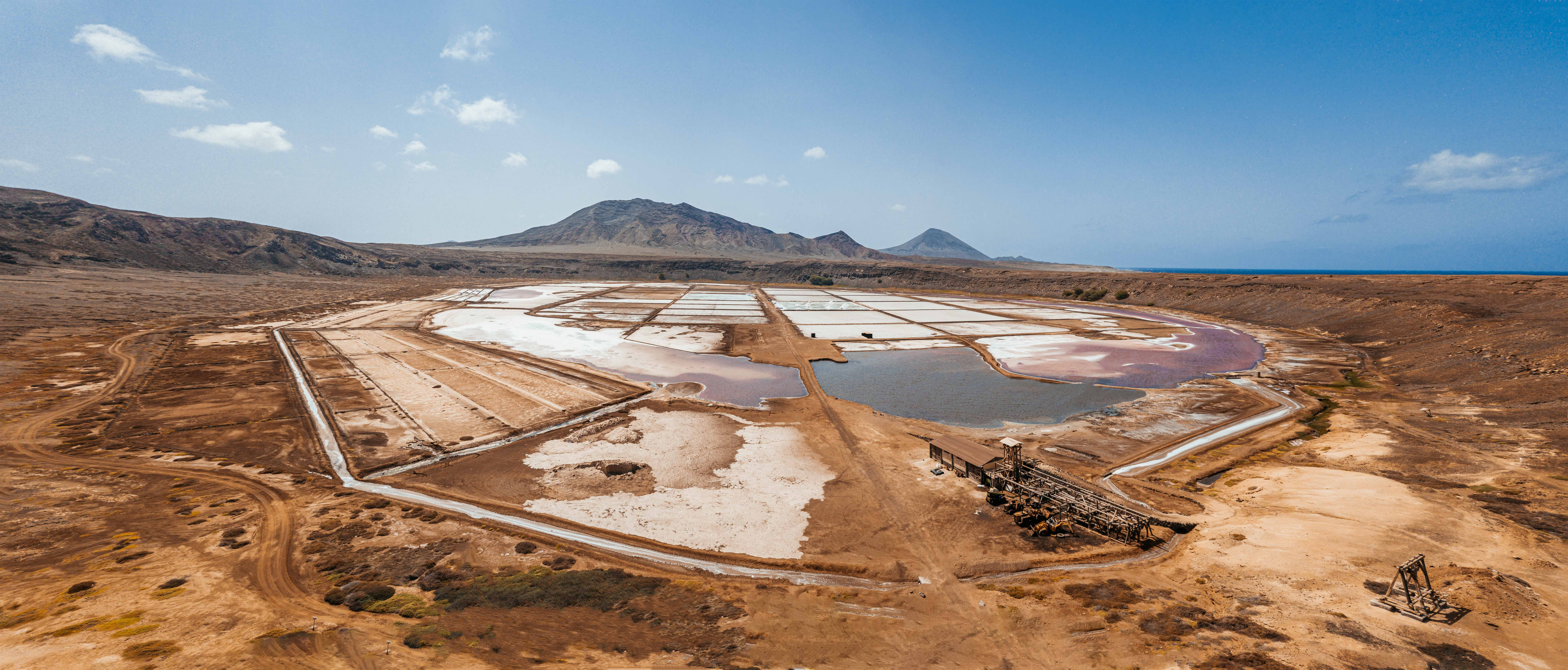
Die Saline bildete den Grundstein für den Ort

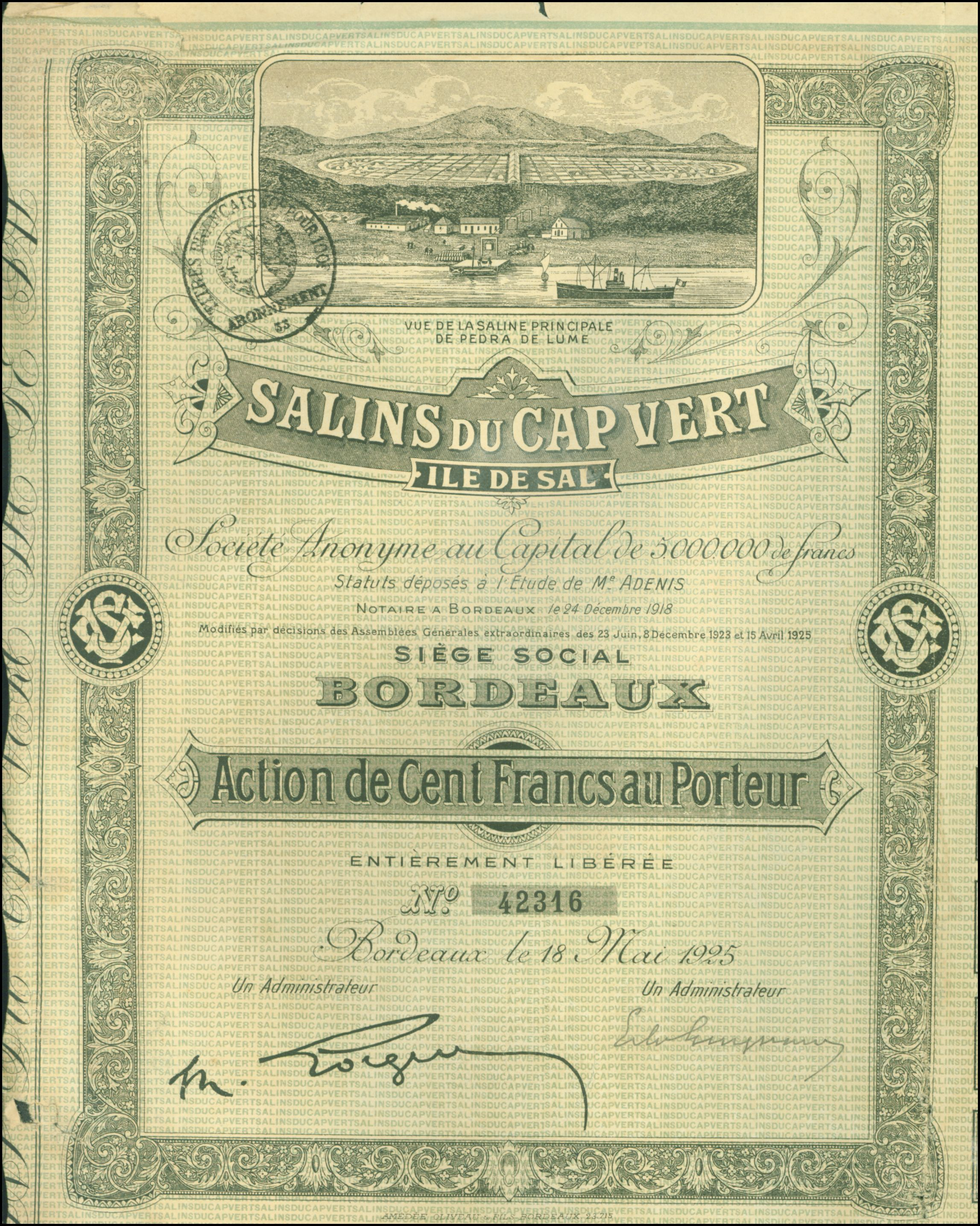
Aktie über 100 Francs der Salins du Cap Vert vom 18. Mai 1925

Pedra Lume ist von den Orten auf der Insel Sal derjenige mit der reichhaltigsten Geschichte. Lange Jahre war das Interesse an der wüstenhaften Insel äußerst gering. Abgesehen von gelegentlichen Abstechern beutesuchender Schildkrötenjäger gab es kaum Anlass, Sal anzulaufen. Erst gegen Ende des 18. Jahrhunderts wurde die Insel durch den Unternehmer Manuel António Martins Velho erschlossen, der auf der Nachbarinsel Boa Vista ansässig war. Er gründete die Saline und machte sie zur Ausbeute nutzbar.
In der natürlichen Saline von Pedra Lume wurden nach und nach künstliche Seen aufgestaut, die untereinander mit einem Röhrensystem verbunden sind, um die Anlage effektiver nutzen zu können. 1804 wurde die Kraterwand durchbrochen, um einen besseren Zugang zum Inneren zu erlangen. Während des 19. Jahrhunderts siedelten sich erste Menschen in der Nähe der Saline an und es entstand die kleine weiße Kapelle, die im Zentrum des Ortes steht.
Das Salz wurde seinerzeit größtenteils nach Brasilien verkauft, bis der Markt infolge höher werdende Schutzzölle irgendwann zusammenbrach. Pedra Lume erfuhr während des 20. Jahrhunderts jedoch neuen Aufschwung durch die französische Firma Les Salines du Cap-Vert. Diese ließ 1919 eine Seilbahn bauen, die vom Inneren des Kraters bis zum Hafen reichte und für den Transport von (theoretisch) bis zu 25 t Salz konzipiert war. Die Masten dieser Seilbahnanlage haben bis in die heutige Zeit überdauert, ebenso die alte Verladestation direkt am Hafen, die sich jedoch mittlerweile in einem hochgradig verfallen Zustand befindet. Salz aus Pedra Lume wurde bis in die 1930er Jahre exportiert, danach nahm die Produktion immer weiter ab. Heute wird in der Saline nicht einmal mehr genug Salz für den Bedarf der Insel selbst erzeugt.

## Wirtschaft

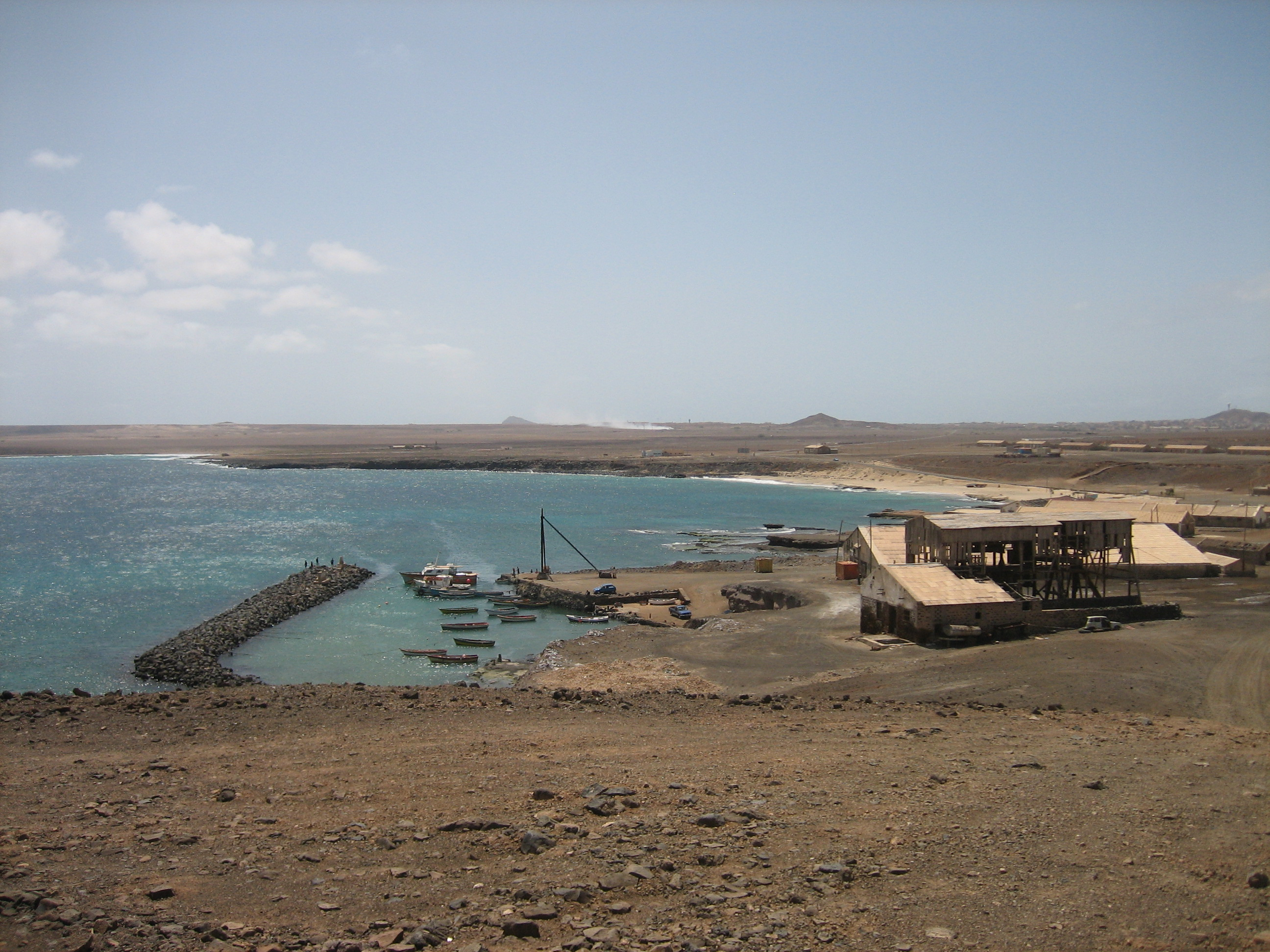
Der kleine Fischereihafen

Die wenigen Dorfbewohner von Pedra Lume leben vor allem vom Fischfang, der von dem kleinen geschützt angelegten Hafen ausgeht. Läden gibt es in dem kleinen Ort nicht, Waren müssen aus Espargos herbeigeschafft werden.
Die Salzproduktion besitzt heute praktisch keine Bedeutung mehr, die Saline befindet sich mittlerweile in privatem Besitz. In den Salzseen besteht die Möglichkeit, ein Bad zu nehmen oder zu schwimmen. Gelegenheit  zum Abduschen oder zum Sonnenbad bietet ein kleines Café auf halbem Weg vom Kraterzugang herunter zum Calderagrund. Somit gewinnt auch hier der Tourismus langsam an Bedeutung als Wirtschaftsfaktor, jedoch auf deutlich geringerem Niveau als beispielsweise in Santa Maria im Süden der Insel.